# Vela-Zwischenfall

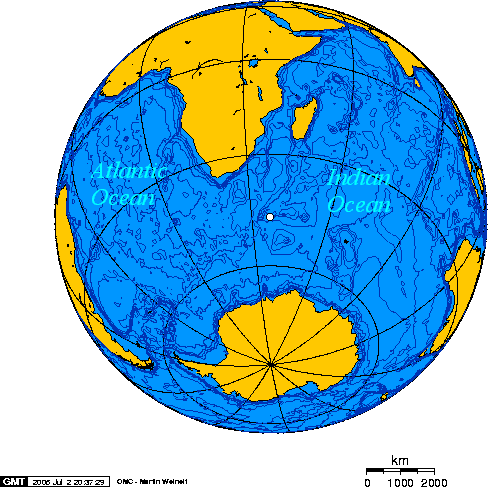
Lage der Prinz-Edward-Inseln, in deren Nähe sich der Vela-Zwischenfall ereignet hat

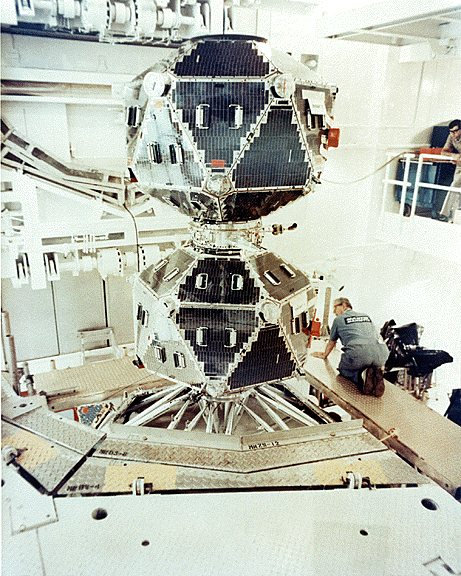
Vela-5-Satelliten vor ihrem Start

Der Vela-Zwischenfall (englisch Vela incident oder 22 September 1979 Event) war die Aufzeichnung eines doppelten Lichtblitzes durch die optischen Sensoren eines Vela-Satelliten am 22. September 1979 über dem Südatlantik zwischen der Bouvetinsel und den Prinz-Edward-Inseln.

## Der Vorfall
Am 22. September 1979 gegen 1 Uhr UTC registrierten die optischen Sensoren des Vela-Satelliten 6911 zwei kurz aufeinanderfolgende Lichtblitze, wie sie typischerweise von einer oberirdischen Kernwaffenexplosion verursacht werden. Allerdings konnte das Ereignis nicht zweifelsfrei als Nuklearexplosion identifiziert werden, da die EMP-Detektoren des überalterten Satelliten ausgefallen waren. Jedoch lassen hydro-akustische Aufzeichnungen und Messungen von radioaktivem Jod einen oberirdischen Atomwaffentest vermuten.

## Hypothesen
Die US-Regierung bildete eine Kommission, die mit Experten wie Luis Walter Alvarez besetzt war. Diese zweifelte die Aussagekraft dieser Messung an. Bei Flügen der US Air Force über dem angeblichen Explosionsgebiet konnten keine entsprechenden radioaktiven Spuren gefunden werden. Eine von Alvarez vorgeschlagene Erklärung war der Einschlag eines Mikrometeoriten am Satelliten. Kritiker sehen die Ergebnisse der Kommission als parteiisch an, da Präsident Jimmy Carter sich gegen die Proliferation von Nuklearwaffen einsetzte. Ein Kernwaffentest – besonders mit israelischer Beteiligung – hätte somit zu einem politischen Problem werden können.
Falls es sich beim Vela-Zwischenfall tatsächlich um einen Kernwaffentest gehandelt hat, gelten Südafrika, dessen Regierung in den 1970er Jahren ein ambitioniertes Kernwaffenprogramm aufgenommen hatte, oder Israel als wahrscheinlichste Verursacher. Offenbar hielten sich zum fraglichen Zeitpunkt auch Schiffe der südafrikanischen Marine in der Nähe des Explosionsorts auf. Israel bot nach Darstellung von Sasha Polakow-Suransky im Jahr 1975 Südafrika, mit dem es auch bei anderen Rüstungsprojekten kooperierte, Atomwaffen zum Kauf an; der damalige israelische Verteidigungsminister und spätere Staatspräsident Schimon Peres bestritt dies jedoch.

## Geschichtlicher Kontext
Die Nelkenrevolution in Portugal am 25. April 1974 war ein äußerer Anstoß für veränderte Machtverhältnisse im südlichen Afrika. Die Unabhängigkeit der vormals portugiesischen Kolonien Mosambik und Angola im Jahr 1975 konfrontierte Südafrika plötzlich mit Nachbarstaaten, die dem Apartheidregime zumindest durch Unterstützung des ANC offenen Widerstand entgegensetzten. Bis dahin waren die beiden portugiesischen Kolonialgebiete außenpolitische Pufferzonen für Südafrikas Nachbarschaftspolitik gewesen, zu denen es enge militärische Beziehungen unterhalten hatte.
Nach Ausbruch des Bürgerkriegs in Angola marschierte die südafrikanische Armee am 23. Oktober 1975 mit Billigung der USA im Süden von Angola ein, wo sie auch auf kubanische Truppen stieß. Eines der Ziele war, gleichzeitig die SWAPO, die 1966 den bewaffneten Kampf gegen Südafrika aufgenommen hatte und von Angola aus operierte, zu bekämpfen. Nach dem Rückzug aus Angola führte Südafrika den Krieg vom besetzten Südwestafrika aus gegen das Nachbarland fort.
Südafrika reagierte auf die außenpolitischen Bedrohungen mit einem eigenen Atomwaffenprogramm. Seit Januar 1978 lieferte die Anreicherungsanlage in Pelindaba waffenfähiges Uran, aus dem Südafrika sechs einsatzfähige Nuklearwaffen konstruierte. Der Verteidigungsminister Pieter Willem Botha hatte in seiner Amtszeit ein Nuklearwaffenprogramm und die Vorbereitungen des Militärs für einen Nukleartest unterstützt. An der südafrikanischen Nukleartechnologieentwicklung waren auch deutsche Forschungsinstitutionen beteiligt. Südafrika wendete ein Verfahren an, das die modifizierte Variante eines in Deutschland entwickelten Isotopentrennverfahrens darstellt. Diesbezügliche wissenschaftliche Publikationen waren auch den Südafrikanern zugänglich. Lieferungen kamen von US-amerikanischen, französischen, deutschen und schweizerischen Firmen. Von erheblicher Bedeutung war dabei die Zusammenarbeit mit deutschen Partnern.
Botha wurde 1978 Premierminister (Näheres in den Artikeln Botha und Geschichte Südafrikas).